# Liste der denkmalgeschützten Objekte in Rohrbach-Berg
Die Liste der denkmalgeschützten Objekte in Rohrbach-Berg enthält die 31 denkmalgeschützten, unbeweglichen Objekte der oberösterreichischen Stadt Rohrbach-Berg im Bezirk Rohrbach.

## Denkmäler
| Foto |                 | Denkmal                                                                | Standort                                           | Beschreibung | Metadaten |
| ---- | --------------- | ---------------------------------------------------------------------- | -------------------------------------------------- | --- | --- |
| ja   | Datei hochladen | Wohnhaus, ehem. Schloss Berg HERIS-ID: 17759 Objekt-ID: 14045          | Berggasse 24 Standort KG: Berg                     | Das Wohnhaus Berggasse 24 ist Teil eines hakenförmigen Gebäudekomplexes des ehemaligen Schlosses Berg, einem Renaissanceschloss aus dem Beginn des 17. Jahrhunderts unter Verwendung mittelalterlicher Burgteile. | BDA-Hist.: Q37841223 Status: § 2a Stand der BDA-Liste: 2025-06-30 Name: Wohnhaus, ehem. Schloss Berg GstNr.: 71/5 Schloss Berg                                                          |
| ja   | Datei hochladen | Wallfahrtskirche Maria Trost HERIS-ID: 17682 Objekt-ID: 13967          | Maria Trost Standort KG: Berg                      | Die Wallfahrtskirche Maria Trost geht vermutlich auf eine Kapelle der mittelalterlichen Burganlage zurück. Der heutige, dreijochige Saalbau entstand im gotischen Stil, erfuhr jedoch 1645/55 einen Umbau und wurde barockisiert. Der Hochaltar mit einem frühbarocken Gnadenbild der Maria mit Kind (1656) stammt aus der Mitte des 18. Jahrhunderts, die Seitenaltäre mit Darstellungen von Heiligen aus der Zeit um 1740.                                  | BDA-Hist.: Q2542890 Status: § 2a Stand der BDA-Liste: 2025-06-30 Name: Wallfahrtskirche Maria Trost GstNr.: 52 Wallfahrtskirche Maria Trost                                             |
| ja   | Datei hochladen | Standbild hl. Nikolaus HERIS-ID: 17683 Objekt-ID: 13968                | Maria Trost Standort KG: Berg                      | Das Standbild des Heiligen Nikolaus besteht aus einer toskanischen Säule und einer darauf thronenden Figur des Heiligen Nikolaus. Die Figur wurde vermutlich um 1730 geschaffen. | BDA-Hist.: Q37840651 Status: § 2a Stand der BDA-Liste: 2025-06-30 Name: Standbild hl. Nikolaus GstNr.: 52 Säule heiliger Nikolaus (Berg bei Rohrbach)                                   |
| ja   | Datei hochladen | Heiliges Grab HERIS-ID: 17691 Objekt-ID: 13976                         | Maria Trost Standort KG: Berg                      | Bei dem Heiligen Grab handelt es sich um eine urkundlich 1785 erwähnte, an den Fels gebaute Kapelle. In einer Segmentbogennische befindet sich das Heilige Grab aus der zweiten Hälfte des 19. Jahrhunderts. | BDA-Hist.: Q37840705 Status: § 2a Stand der BDA-Liste: 2025-06-30 Name: Heiliges Grab GstNr.: 52 Heiliges Grab (Berg bei Rohrbach)                                                      |
| ja   | Datei hochladen | Maria-Schnee-Kapelle HERIS-ID: 17692 Objekt-ID: 13977                  | Maria Trost Standort KG: Berg                      | Die Maria-Schnee-Kapelle ist eine spätbarocke Nischenkapelle unter einem Zeltdach. Die Fassade wurde mittels Pilaster und einem Kranzgesims gegliedert. Die Kapelle beherbergt ein Mariengemälde aus dem Ende des 19. Jahrhunderts. | BDA-Hist.: Q37840738 Status: § 2a Stand der BDA-Liste: 2025-06-30 Name: Maria Schnee-Kapelle GstNr.: 52 Maria Schnee-Kapelle (Berg bei Rohrbach)                                        |
| ja   | Datei hochladen | Maria-Hilf-Kapelle HERIS-ID: 17693 Objekt-ID: 13978                    | Maria Trost Standort KG: Berg                      | Die Maria-Hilf-Kapelle wurde 1764 östlich der Wallfahrtskirche über einem oktogonalen Grundriss errichtet. Die Kapelle verfügt über ein angeschiftetes Zeltdach, Rechteckportale und darüberliegende Rundfenster. Des Weiteren wurde die Fassade mittels Ecklisenen und einem Kranzgesims akzentuiert. Im Inneren weist die Kapelle eine spätbarocke Innenarchitektur, Gewölbemalereien und einen Altar aus dem 18. Jahrhundert auf.                          | BDA-Hist.: Q37840763 Status: § 2a Stand der BDA-Liste: 2025-06-30 Name: Maria Hilf-Kapelle GstNr.: 52 Maria Hilf-Kapelle (Berg bei Rohrbach)                                            |
| ja   | Datei hochladen | Schickanus-Bildstock HERIS-ID: 17695 Objekt-ID: 13980                  | im Bereich Maria Trost/Berggasse Standort KG: Berg | Der Schickanus-Bildstock, eine Nischenkapelle mit einer Figur des heiligen Ivo Hélory, wurde 1730 bis 1740 errichtet. Die Kapelle verfügt über einen halbkreisförmigen Grundriss und eine durch Pilaster und einem Giebel akzentuierte Fassade. | BDA-Hist.: Q37840792 Status: § 2a Stand der BDA-Liste: 2025-06-30 Name: Schickanus-Bildstock GstNr.: 55/1 Bildstock Schickanus (Berg bei Rohrbach)                                      |
| ja   | Datei hochladen | Figurenbildstock hl. Johannes Nepomuk HERIS-ID: 17702 Objekt-ID: 13987 | Maria Trost Standort KG: Berg                      | Die Figur des Heiligen Johannes Nepomuk stammt aus der Zeit um 1750. | BDA-Hist.: Q37840849 Status: § 2a Stand der BDA-Liste: 2025-06-30 Name: Figurenbildstock hl. Johannes Nepomuk GstNr.: 52 Figurenbildstock heiliger Johannes Nepomuk (Berg bei Rohrbach) |
| ja   | Datei hochladen | Benefiziatenhaus HERIS-ID: 17696 Objekt-ID: 13981                      | Maria Trost 3 Standort KG: Berg                    | Das Benefiziathaus wurde 1706 gestiftet und zwischen 1708 und 1709 erbaut. Es handelt sich bei dem Gebäude um ein zweigeschoßiges Haus mit Walmdach, wobei die Fassade mit einer Putzrahmengliederung sowie einer Dreieck- und Segmentgiebelverdachung im Obergeschoß ausgestattet wurde. Im Inneren weist das Gebäude Kreuzgratgewölbe, Stichkappentonnengewölbe und einen barocken Dachstuhl auf.                                                           | BDA-Hist.: Q37840820 Status: § 2a Stand der BDA-Liste: 2025-06-30 Name: Benefiziatenhaus GstNr.: 52 Benefiziatenhaus Berg bei Rohrbach                                                  |
| ja   | Datei hochladen | Mesnerhaus HERIS-ID: 17729 Objekt-ID: 14014                            | Maria Trost 4 Standort KG: Berg                    | Das Mesnerhaus ist ein barockes, eingeschoßiges Gebäude mit angestiftetem Walmdach. | BDA-Hist.: Q37840982 Status: § 2a Stand der BDA-Liste: 2025-06-30 Name: Mesnerhaus GstNr.: 52 Mesnerhaus (Berg bei Rohrbach)                                                            |
| ja   | Datei hochladen | Buchet-Kapelle HERIS-ID: 17709 Objekt-ID: 13994                        | Gollner Standort KG: Hundbrenning                  | Die Buchet-Kapelle im Buchetwald liegt in der Ortschaft Gollner zwischen dem Gollner- und dem Nößlbach. Die Kapelle wurde 1846 als Rechteckkapelle errichtet und mit einem vorgezogenen Walmdach auf Holzstützen ausgestattet. Die Fassade weist eine Putzrahmengliederung auf, die rundbogigen Fenster und das Portal wurden mit biedermeierlichen Gittern versehen. Auf dem Altartisch der Kapelle befindet sich eine Pietà aus dem späten 18. Jahrhundert. | BDA-Hist.: Q37840901 Status: § 2a Stand der BDA-Liste: 2025-06-30 Name: Buchet-Kapelle GstNr.: 1167/10                                                                                  |
| ja   | Datei hochladen | Bildstock HERIS-ID: 17707 Objekt-ID: 13992                             | östlich Hundbrenning Standort KG: Hundbrenning     | Der Bildstock mit Heiligenbildern stammt aus dem 17. Jahrhundert. | BDA-Hist.: Q37840879 Status: § 2a Stand der BDA-Liste: 2025-06-30 Name: Bildstock GstNr.: 2130/1                                                                                        |
| ja   | Datei hochladen | Erdstall Schlosserhügel HERIS-ID: 21309 Objekt-ID: 17627               | bei Am Schlosserhügel 24 Standort KG: Rohrbach     | Der Erdstall am Schlosserhügel ist ein winkeliger Erdstall über eine Länge von 27 Metern und zwei Etagen. | BDA-Hist.: Q37861032 Status: Bescheid Stand der BDA-Liste: 2025-06-30 Name: Erdstall Schlosserhügel GstNr.: 69/2                                                                        |
| ja   | Datei hochladen | Bildstock HERIS-ID: 18463 Objekt-ID: 14757                             | Bahnhofstraße 11 Standort KG: Rohrbach             | Barocke Tabernakelsäule auf dem Gelände des ehemaligen Bürgerspitals. | BDA-Hist.: Q37844915 Status: § 2a Stand der BDA-Liste: 2025-06-30 Name: Bildstock GstNr.: 2564                                                                                          |
| ja   | Datei hochladen | Brunnen HERIS-ID: 18465 Objekt-ID: 14759                               | Bahnhofstraße 19 Standort KG: Rohrbach             | Der Brunnen, der ursprünglich aus Langhalsen stammt, wurde 1934 vom Lederfabrikanten Wilhelm Pöschl erworben und im Park seiner Villa aufgestellt. Er besitzt ein rundes Becken und einen Mittelpfeiler mit Pyramidenaufsatz über Kugeln. Der Brunnen ist mit mehreren Jahreszahlen, die älteste 1796, bezeichnet. | BDA-Hist.: Q37844928 Status: § 2a Stand der BDA-Liste: 2025-06-30 Name: Brunnen GstNr.: 1198 Brunnen Pöschl-Villa                                                                       |
| ja   | Datei hochladen | Hopfenschwefeldarre HERIS-ID: 18472 Objekt-ID: 14766                   | Hanriederstraße 15 Standort KG: Rohrbach           | Die ehemalige Hopfenschwefeldarre wurde 1885 von Michael Lettmayr als historistisches Gebäude mit Elementen der Neorenaissance und übergiebeltem Mittelrisalit errichtet. | BDA-Hist.: Q37844968 Status: § 2a Stand der BDA-Liste: 2025-06-30 Name: Hopfenschwefeldarre GstNr.: .149                                                                                |
| ja   | Datei hochladen | Ehem. Benefiziatenhaus, sog. Stöckl HERIS-ID: 18476 Objekt-ID: 14770   | Harrauer Straße 1 Standort KG: Rohrbach            | Das ehemalige Benefiziatenhaus befindet sich auf dem Areal des ehemaligen Schlosses Berg und wurde 1884/85 errichtet. Die späthistoristische Villa mit Mittelrisalit besitzt eine repräsentative Fassade mit Eingangsportal, flankierenden Säulen und dem Wappen des Stifts Schlägl. | BDA-Hist.: Q37845001 Status: § 2a Stand der BDA-Liste: 2025-06-30 Name: Ehem. Benefiziatenhaus, sog. Stöckl GstNr.: 55                                                                  |
| ja   | Datei hochladen | Poeschl-Villa HERIS-ID: 18479 Objekt-ID: 14773                         | Harrauer Straße 4 Standort KG: Rohrbach            | Die Poeschl-Villa wurde zwischen 1922 und 1923 von Hugo Kathrein als eingeschoßiger Bau im Landhausstil mit Walmdach und Portalvorbau errichtet. In dem Gebäude ist die sogenannte Villa Sinnenreich – Museum der Wahrnehmung untergebracht. | BDA-Hist.: Q37845037 Status: § 2a Stand der BDA-Liste: 2025-06-30 Name: Poeschl-Villa GstNr.: 1198 Pöschl-Villa                                                                         |
| ja   | Datei hochladen | Bildstock HERIS-ID: 18462 Objekt-ID: 14756                             | bei Harrauer Straße 4 Standort KG: Rohrbach        | Der Tabernakelpfeiler zeigt neue Bilder des heiligen Hubertus, des heiligen Christopherus und des heiligen Georg und ist mit der Jahreszahl 1697 bezeichnet. | BDA-Hist.: Q37844899 Status: § 2a Stand der BDA-Liste: 2025-06-30 Name: Bildstock GstNr.: 1198 Tabernakelpfeiler Pöschl-Villa                                                           |
| BW   | Datei hochladen | Hl. Johannes Nepomuk HERIS-ID: 18495 Objekt-ID: 14789                  | Standort KG: Rohrbach                              | Die barocke Figur des Heiligen Johannes Nepomuk stammt aus dem dritten Viertel des 18. Jahrhunderts und befand sich auf einem rezenten Sockel. Anmerkung: Die Figur wird derzeit[veraltet] restauriert und befindet sich nicht mehr in der Linzer Straße. | BDA-Hist.: Q37845118 Status: § 2a Stand der BDA-Liste: 2025-06-30 Name: Hl. Johannes Nepomuk GstNr.: 115                                                                                |
| ja   | Datei hochladen | Ehem. Gefängnis HERIS-ID: 18478 Objekt-ID: 14772                       | Linzer Straße 3 Standort KG: Rohrbach              | Das historistische, ehemalige Gefängnis wurde in der Mitte des 19. Jahrhunderts errichtet und später als Bezirksgericht genutzt. | BDA-Hist.: Q37845026 Status: § 2a Stand der BDA-Liste: 2025-06-30 Name: Ehem. Gefängnis GstNr.: 17                                                                                      |
| ja   | Datei hochladen | Schule HERIS-ID: 18477 Objekt-ID: 14771                                | Linzer Straße 12, 14 Standort KG: Rohrbach         | Die Landesmusikschule wurde 1898 als Armenhaus errichtet und zwischen 1923 und 1924 von einem Geschoß auf drei Geschoße aufgestockt. Zwischen 1928 und 1929 wurde ein Anbau hinzugefügt. | BDA-Hist.: Q37845014 Status: § 2a Stand der BDA-Liste: 2025-06-30 Name: Schule GstNr.: 101/2                                                                                            |
| ja   | Datei hochladen | Kath. Pfarrkirche hl. Apostel Jakob HERIS-ID: 18475 Objekt-ID: 14769   | Pfarrgasse 3 Standort KG: Rohrbach                 | Die ursprünglich spätgotische Pfarrkirche wurde um 1450 vollendet und in der Folge um Zubauten erweitert. Zwischen 1697 und 1700 erfolgte der barocke Neubau durch Carlo Antonio Carlone, wobei der spätgotische Turm beibehalten wurde. | BDA-Hist.: Q2327825 Status: § 2a Stand der BDA-Liste: 2025-06-30 Name: Kath. Pfarrkirche hl. Apostel Jakob GstNr.: .102 Stadtpfarrkirche Rohrbach                                       |
| ja   | Datei hochladen | Pfarrhof HERIS-ID: 18491 Objekt-ID: 14785                              | Pfarrgasse 8 Standort KG: Rohrbach                 | Der Pfarrhof entstand 1638 unter Einbeziehung älterer Teile als zweigeschoßiger Bau mit Walmdach, frühbarockem Rustikaportal und Doppelfenstern mit barockem Fensterkorb. | BDA-Hist.: Q37845088 Status: § 2a Stand der BDA-Liste: 2025-06-30 Name: Pfarrhof GstNr.: .61/1                                                                                          |
| ja   | Datei hochladen | Dreifaltigkeitssäule HERIS-ID: 18457 Objekt-ID: 14751                  | Stadtplatz Standort KG: Rohrbach                   | Die spätbarocke Dreifaltigkeitssäule besteht aus einem hohen Sockel mit seitlichen Voluten und Inschriften sowie einem von Wolken und Putten umfangenen Obelisken. Die mit der Jahreszahl 1743 bezeichnete Säule wird von einer Darstellung der heiligen Dreifaltigkeit bekrönt, vor dem Obelisken befindet sich eine Figur der Maria Immaculata. | BDA-Hist.: Q37844885 Status: Bescheid Stand der BDA-Liste: 2025-06-30 Name: Dreifaltigkeitssäule GstNr.: 2525/2 Dreifaltigkeitssäule (Rohrbach in Oberösterreich)                       |
| ja   | Datei hochladen | Rathaus HERIS-ID: 18488 Objekt-ID: 14782                               | Stadtplatz 1–3 Standort KG: Rohrbach               | Das Rathaus wurde zwischen dem Ende des 16. Jahrhunderts und dem ersten Drittel des 17. Jahrhunderts als zweigeschoßiger Bau mit Schopfwalmdach und Renaissance-Laubengang errichtet. | BDA-Hist.: Q37845076 Status: § 2a Stand der BDA-Liste: 2025-06-30 Name: Rathaus GstNr.: .73                                                                                             |
| ja   | Datei hochladen | Bürgerhaus HERIS-ID: 18492 Objekt-ID: 14786                            | Stadtplatz 17 Standort KG: Rohrbach                | Das Bürgerhaus wurde im 15. Jahrhundert erbaut und später um ein drittes Geschoß barock aufgestockt. Der Bau wurde durch einen ebenerdigen Breiterker auf pfeilergestützten Konsolen sowie zwei Erker über profilierten Konsolen akzentuiert. | BDA-Hist.: Q37845103 Status: Bescheid Stand der BDA-Liste: 2025-06-30 Name: Bürgerhaus GstNr.: .5                                                                                       |
| ja   | Datei hochladen | Bürgerhaus, sog. Poeschl-Haus HERIS-ID: 18487 Objekt-ID: 14781         | Stadtplatz 37 Standort KG: Rohrbach                | Das Poeschlhaus wurde in der zweiten Hälfte des 17. Jahrhunderts errichtet und im 18. Jahrhundert umgebaut. Das zweigeschoßige Bürgerhaus besitzt eine Scheinattika und ein Schopfwalmdach. Die spätbarocke Fassade mit Ortsteinquaderung und Gesimsen stammt aus dem zweiten Viertel des 18. Jahrhunderts. | BDA-Hist.: Q37845065 Status: Bescheid Stand der BDA-Liste: 2025-06-30 Name: Bürgerhaus, sog. Poeschl-Haus GstNr.: .54, .53/2                                                            |
| ja   | Datei hochladen | Alte Schule HERIS-ID: 18470 Objekt-ID: 14764                           | Stadtplatz 38 Standort KG: Rohrbach                | Die Alte Schule wurde Mitte des 19. Jahrhunderts errichtet und im 20. Jahrhundert erweitert. | BDA-Hist.: Q37844956 Status: § 2a Stand der BDA-Liste: 2025-06-30 Name: Alte Schule GstNr.: .66                                                                                         |
| ja   | Datei hochladen | Ortskapelle HERIS-ID: 11110 Objekt-ID: 7183                            | bei Katzing 1 Standort KG: Steineck                | Die Dorfkapelle von Katzing wurde über einem quadratischen Grundriss mit angestiftetem Walmdach und Glockenstuhl mit Zeltdach errichtet. Die Kapelle aus dem zweiten Viertel des 19. Jahrhunderts wurde zudem mit Rundbogenfenstern und einem segmentbogigen Portal ausgestattet. Im Inneren findet sich eine Figur der Maria mit Kind von Johann Worath. | BDA-Hist.: Q38089791 Status: Bescheid Stand der BDA-Liste: 2025-06-30 Name: Ortskapelle GstNr.: .15/3 Kapelle Katzing                                                                   |
| ja   | Datei hochladen | Michaelskapelle HERIS-ID: 17733 Objekt-ID: 14018                       | südlich Krien Standort KG: Steineck                | Die Michaelskapelle entstand im 19. Jahrhundert als Waldkapelle am Kriener-Berg. Das Altarbild und ein Wandbild zeigen den Heiligen Michael. | BDA-Hist.: Q37841007 Status: § 2a Stand der BDA-Liste: 2025-06-30 Name: Michaelskapelle GstNr.: 2435/3                                                                                  |